# Unión de Delft

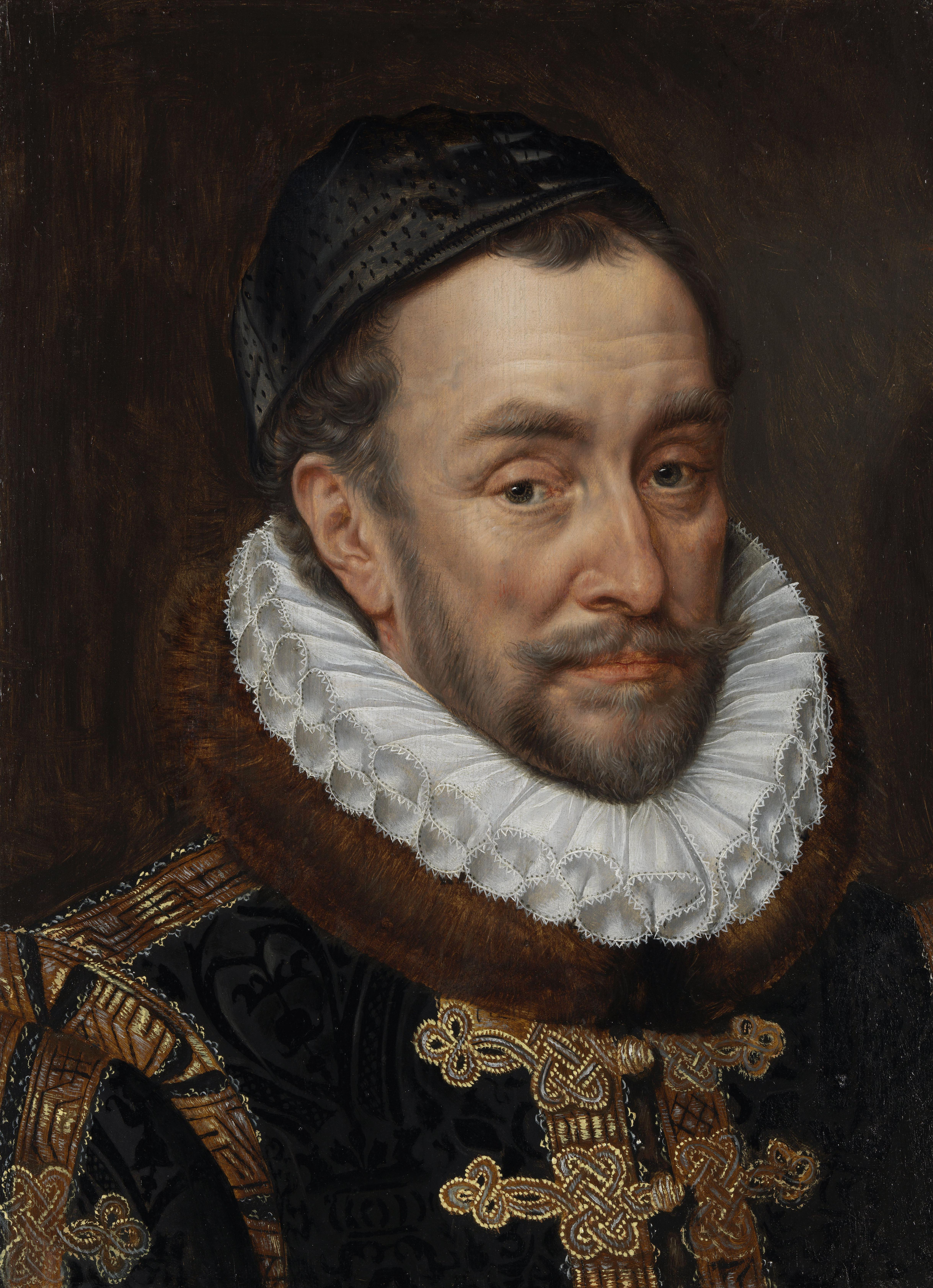
Guillermo de Orange.

El acta de federación, conocida popularmente como unión de Delft, fue un acuerdo firmado el 25 de abril de 1576 por el cual las provincias de Holanda y Zelanda, oficialmente bajo el gobierno del imperio español de Felipe II, pactaban formar una confederación bajo el mando de Guillermo de Orange.

## Contexto
Hacia 1566-68 se desataron en los Países Bajos españoles, en aquella época bajo dominio del Imperio español, una serie de revueltas populares provocadas por la represión española del culto religioso calvinista, y por las cargas fiscales a las que las autoridades españolas sometían a la población. Este conflicto, conocido como la guerra de los ochenta años, o guerra de Flandes, se vio agravado en 1572 con el alzamiento de varias ciudades de Holanda y Zelanda. Guillermo de Orange, estatúder de ambas provincias era el líder del bando rebelde. 

## Acuerdos
Los comisionados de las principales ciudades de Holanda y Zelanda y los representantes de la nobleza, reunidos en Delft, acordaron los siguientes puntos:
- Guillermo de Orange sería el jefe de gobierno, con mando absoluto sobre el ejército y la flota holandesa y zelandesa. Fue designado conde de Holanda y de Zelanda en sustitución de Felipe II, que aún mantenía ese título como soberano de estas provincias.
- Los diputados de los estados confederados deberían reunirse siempre que fueran convocados por Guillermo de Orange, bajo pena de multa.
- Los posibles litigios entre ambos firmantes serían resueltos por Guillermo.
- Las provincias confederadas se prestarían ayuda mutua contra terceros, repartiendo los gastos entre ambas.
- La unión se renovaría cada seis meses.
- Guillermo de Orange estaría autorizado a poner la confederación bajo el protectorado de un príncipe extranjero, en caso de que la seguridad de las provincias firmantes lo requiriese. Esta condición, motivada por la necesidad de apoyo militar extranjero contra los ejércitos españoles, provocaría las objeciones de algunos diputados.
- Guillermo nombraría a los cargos políticos y judiciales, de entre tres candidatos propuestos por las provincias, y tendría poder para designar magistrados y otros funcionarios civiles.
- Se mantendría la libertad del culto religioso protestante, prohibiendo el ejercicio de la religión «contraria al evangelio». La ambigüedad de esta expresión, que no especificaba cual era exactamente la religión prohibida, fue una maniobra de Guillermo para asegurarse el apoyo de los ciudadanos católicos.

## Consecuencias
Los acuerdos establecidos en la unión de Delft seguirían en vigor varios años, sirviendo como antecedente a la unión de Utrecht de 1579, en la que las provincias de Brabante, Güeldres, Zutphen, Holanda, Zelanda, Frisia, Malinas y Utrecht se unieron contra el gobierno español, desembocando en la declaración de independencia de 1581 mediante el acta de abjuración. Algunos autores consideran la unión de Delft como el germen de la formación de la República de las Provincias Unidas.